# آشپزی برزیلی

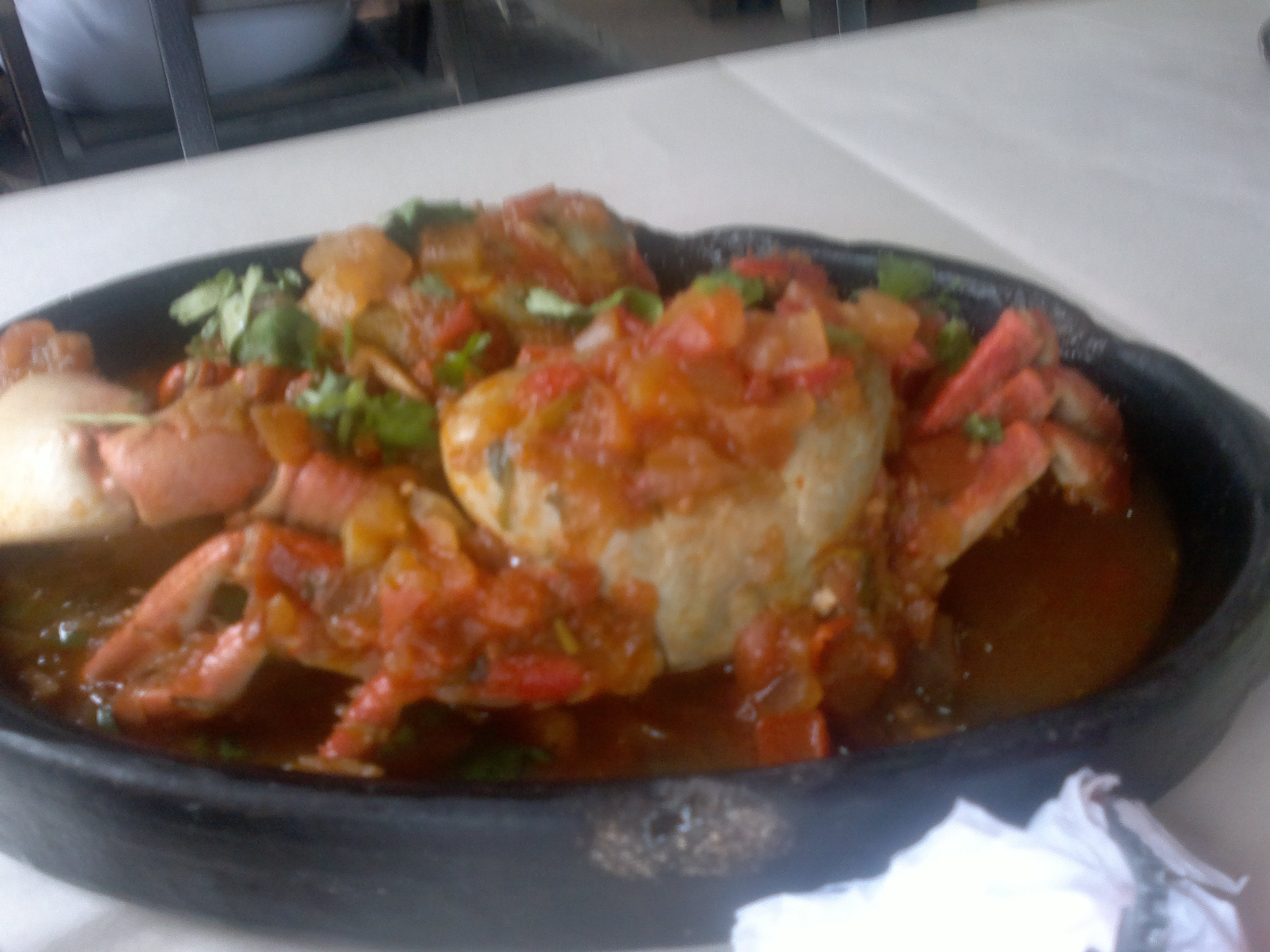
خرچنگ پخته شده با سس گوجه فرنگی، ارائه شده در رستورانی در ریو دو ژانیرو.

آشپزی برزیلی (انگلیسی: Brazilian cuisine) مجموعه ای از رسوم و شیوه‌های پخت و پز برزیل است، و تحت تأثیر قرار گرفته از آشپزی اروپایی، آمریکایی، آفریقایی، و آسیایی (لبنانی، چینی و در این اواخر ژاپنی) توصیف شده‌است. این آشپزی بر اساس منطقه، تغییرات بسیار دارد، که بازتاب دهنده ترکیب جمعیت بومی و مهاجر کشور، و هم چنین اندازه اقلیم آن است. این عوامل یک آشپزی ملی را ایجاد کرده‌است که با حفظ و حراست از تفاوت‌های منطقه ای مورد توجه قرار گرفته‌است.